# Astwick
Astwick är en civil parish i Storbritannien.   Den ligger i kommunen Central Bedfordshire i riksdelen England, i den sydöstra delen av landet, 60 km norr om huvudstaden London.